# Hrvatska ljekarnička komora
Hrvatska ljekarnička komora, strukovna komora u Hrvatskoj. Samostalna je i neovisna strukovna organizacija koja predstavlja i zastupa ljekarničku struku i ljekarničku djelatnost u Republici Hrvatskoj. Zadaća joj je u granicama pozitivnih propisa preko svojih tijela, zastupati i štiti ljekarničke interese, čuvati ugled i prava ljekarničke struke, te održavati stegu unutar struke i djelatnosti radi unaprjeđenja ljekarničke djelatnosti radi očuvanja zdravlja i interesa pučanstva. Suosnivači komore su Farmaceutsko-biokemijski fakultet i Hrvatsko farmaceutsko društvo Odlukom o osnivanju Komore, donijeto 17. i 25. svibnja 1994. godine. Od 27. siječnja 1995. godine djeluje samostalno i članica je Pharmaceutical Group of the European Union (PGEU). Ured Komore nalazi se u Zagrebu u Martićevoj 27. Temeljem Zakona o zdravstvenoj zaštiti koji je stupio na snagu 1. srpnja 2013. (Narodne novine 82/2013) Hrvatska ljekarnička komora nadležna je za poslove priznavanja inozemnih stručnih kvalifikacija magistara farmacije. U Komoru se obvezno učlanjuju magistri farmacije koji rade na području Republike Hrvatske na neposrednim poslovima zdravstvene zaštite obavljanjem ljekarničke djelatnost. Pod magistrom farmacije podrazumijevaju se zdravstveni radnici koji su stekli diplomu o završenom diplomskom sveučilišnom studiju farmaceutskog usmjerenja (magistri farmacije, diplomirani farmaceuti, diplomirani inženjeri farmacije i osobe kojima je priznata stručna inozemna kvalifikacija za obavljanje ljekarničke djelatnosti po posebnim propisima), a koji obavljaju ljekarničku djelatnost.

## Vanjske poveznice
- Službene stranice